# Mikasa (Automarke)
Mikasa (jap. ミカサ) war eine Automarke aus Japan.

## Markengeschichte
Das Unternehmen Okamura Seisakusho aus Yokohama begann 1957 mit der Produktion von Automobilen namens Mikasa. 1961 endete die Produktion.

## Fahrzeuge

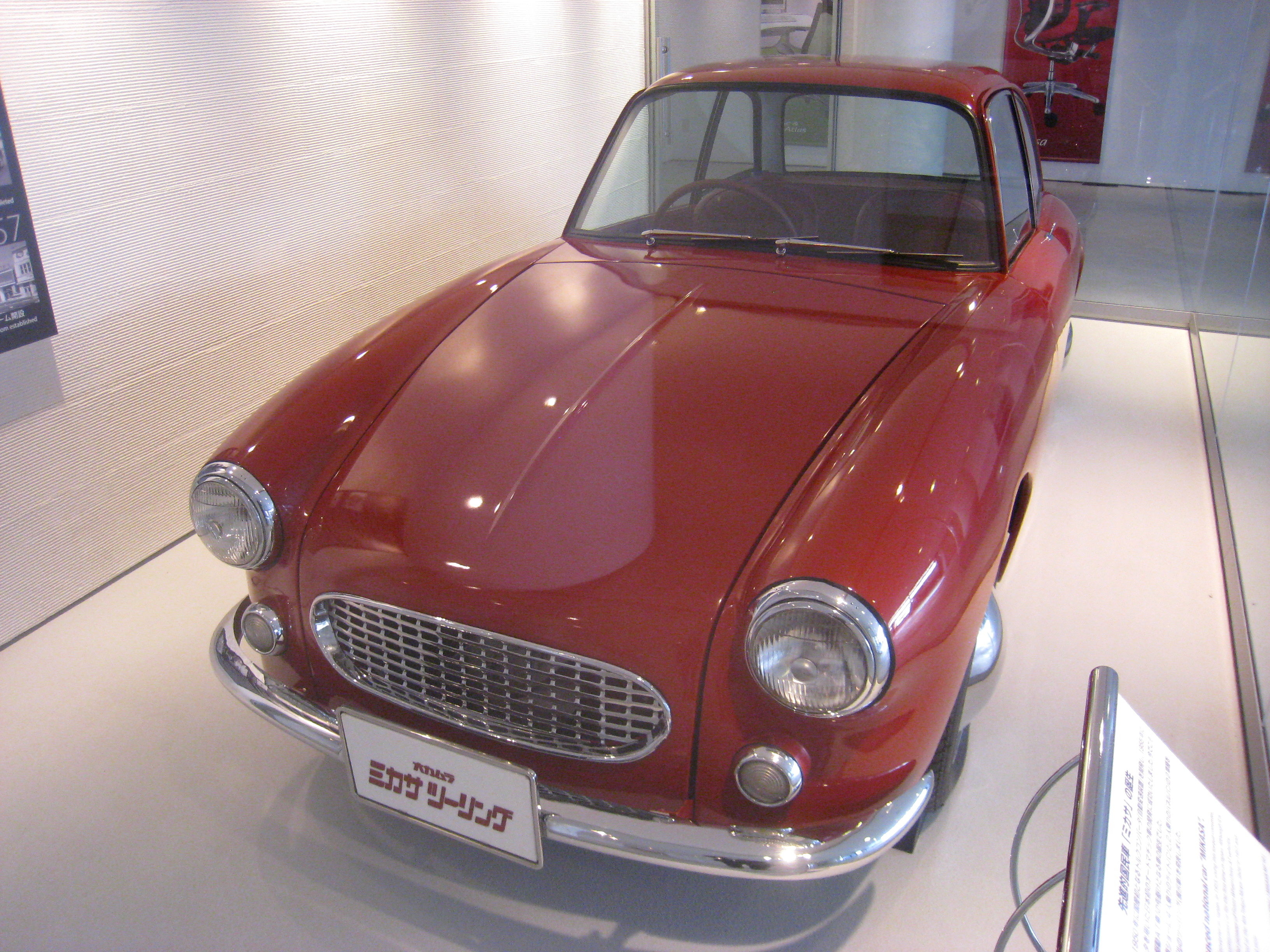
Mikasa

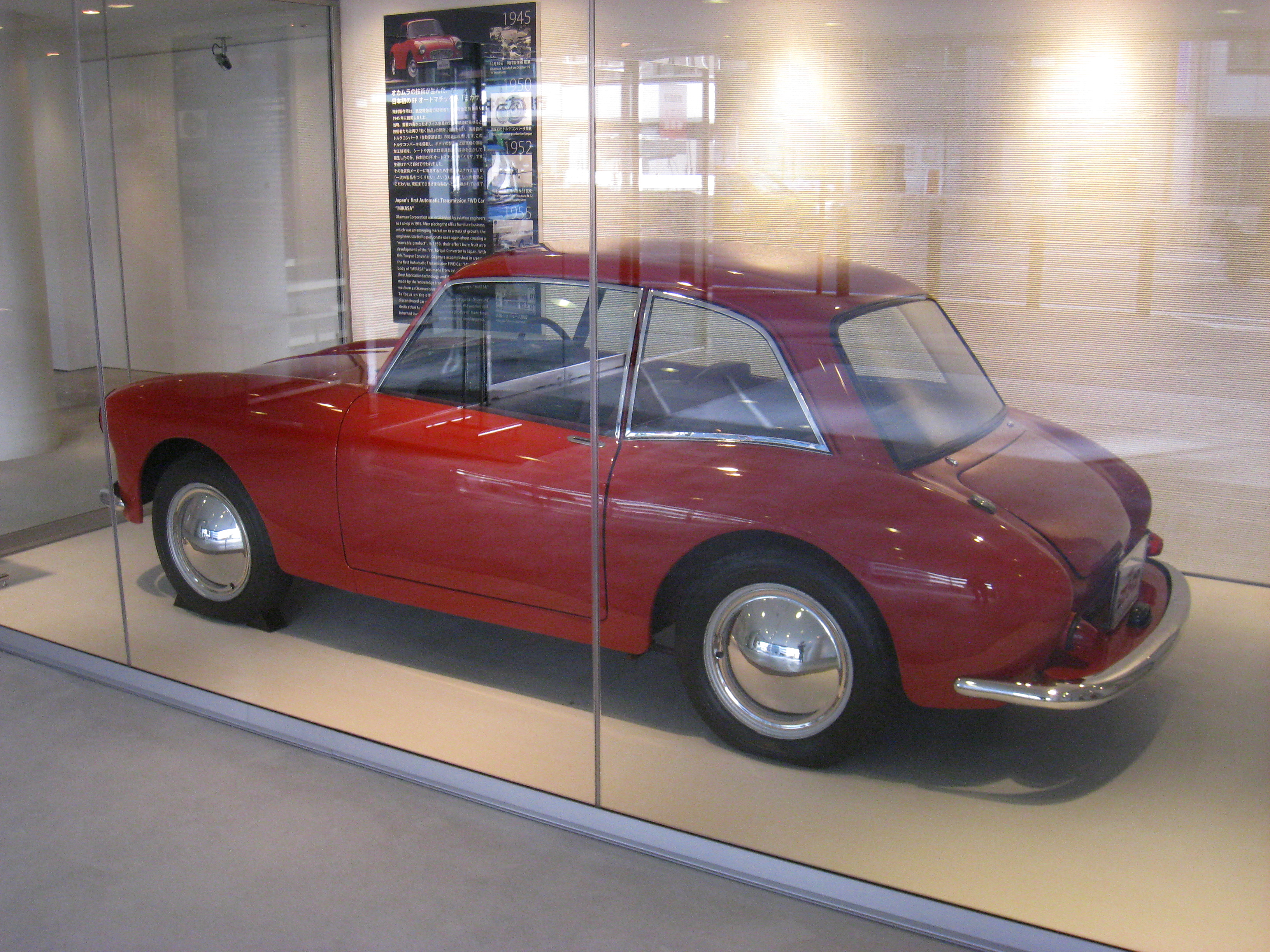
Seitenansicht

Im Angebot standen vierrädrige Kleinwagen. Besonderheit waren der Frontantrieb und das Automatikgetriebe. Ein luftgekühlter Zweizylinder-Viertakt-Boxermotor mit 585 cm³ trieb die Fahrzeuge an. Im zweitürigen Kombi Mk I bzw. Service Car leistete der Motor zwischen 18 und 21 PS und im zweisitzigen Roadster Touring bzw. Touring Car zwischen 21 und 23 PS.